# Ласло Бенедек
Ла́сло Бе́недек (угор. Benedek László; 5 березня 1905 — 11 березня 1992) — кінорежисер, працював в Угорщині, Німеччині, Франції, але найбільше фільмів зняв у США. Відомий за стрічками «Смерть комівояжера» (1951), який отримав «Золотий глобус» за найкращу режисуру) та «Дикун» (англ. The Wild One, 1953 год).